# Serie A 2009-2010 (rugby a 15 femminile)
La Serie A 2009-10 fu il 19º campionato di rugby a 15 femminile di prima divisione organizzato dalla Federazione Italiana Rugby e il 26º assoluto.
Si tenne dall’11 ottobre 2009 al 2 maggio 2010 tra 11 squadre ripartite in due gironi all'italiana di merito dei quali quello di rango più basso esprimeva una sola candidata al titolo mentre quello più alto ne esprimeva tre più una quarta con diritto di barrage.
Rispetto alla stagione precedente vi fu un saldo positivo di 4 squadre perché, a fronte della rinuncia e successiva esclusione delle biellesi dell'Orso, sopraggiunse l'iscrizione di quattro nuovi club, Benevento, Perugia Ragazze, Sesto, Valledora e Valsugana.
Vincitrice del titolo fu, per la quarta volta, la sezione femminile del Riviera del Brenta di Mira che nella gara di finale disputata a Mirano batté le trevigiane Red Panthers, campionesse d'Italia uscenti; fu l'ottava finale consecutiva tra le due formazioni venete e i precedenti sette incontri vedevano in vantaggio la squadra femminile del Benetton per quattro vittorie a tre.

## Formula
Le undici squadre furono ripartite in due gironi di merito, quello a maggior rango dei quali, chiamato Élite, da sei squadre.
Il campionato si divise in due fasi, una stagione regolare a gironi e una a eliminazione diretta o a play-off.
Nella stagione regolare, in ogni girone le squadre si incontrarono in partite d'andata e ritorno e la classifica risultante fu stilata secondo il criterio dell'Emisfero Sud (4 punti a vittoria, 2 punti per il pareggio, 0 punti per la sconfitta, eventuale punto di bonus per ogni squadra autrice di 4 o più mete in un singolo incontro, ulteriore eventuale punto di bonus alla squadra sconfitta con 7 o meno punti di scarto).
Nella fase a play-off le prime tre classificate del girone 1 accedettero direttamente alle semifinali mentre la quarta del girone 1 dovette spareggiare in una gara di barrage in casa propria contro la vincente del girone 2, la quale passava anche al girone 1 della stagione successiva.
Lo schema delle semifinali prevedeva che la seconda incontrasse la terza del girone 1, mentre la prima del girone 1 incontrasse la vincente del barrage; alla squadra meglio classificata nella stagione regolare spettava il ritorno in casa.
Le vincitrici delle semifinali dovettero affrontarsi il 2 maggio 2010 in gara unica in campo neutro da stabilirsi a tempo debito; la Federazione designò lo stadio comunale di Mirano.

## Squadre partecipanti

### Girone Élite
- Le Lupe (Piacenza)
- Monza
- Red & Blu (Roma)
- Red Panthers (Treviso)
- Riviera del Brenta (Mira)
- Valsugana (Padova)

### Girone 2
- Benevento
- Pesaro
- Perugia Ragazze
- Sesto (Sesto Fiorentino)
- Valledora (Alpignano)

## Stagione regolare

### Girone Élite
| 11-10-2009 | 1ª/6ª giornata           | 13-12-2009 |
| ---------- | ------------------------ | ---------- |
| 0-38       | Le Lupe — Monza          | 5-32       |
| 36-7       | Riviera — Red & Blu      | 24-16      |
| 0-68       | Valsugana — Red Panthers | 5-102      |

| 15-11-2009 | 4ª/9ª giornata         | 24-1-2010 |
| ---------- | ---------------------- | --------- |
| 0-42       | Le Lupe — Red Panthers | 75-5      |
| 0-15       | Red & Blu — Monza      | 29-10     |
| 52-5       | Riviera — Valsugana    | 59-0      |

| 18-10-2009 | 2ª/7ª giornata         | 10-1-2010 |
| ---------- | ---------------------- | --------- |
| 43-0       | Monza — Valsugana      | 27-7      |
| 27-0       | Red & Blu — Le Lupe    | 66-7      |
| 36-16      | Red Panthers — Riviera | 15-8      |

| 22-11-2009 | 5ª/10ª giornata          | 28-3-2010 |
| ---------- | ------------------------ | --------- |
| 7-14       | Monza — Riviera          | 15-5      |
| 8-3        | Red Panthers — Red & Blu | 12-5      |
| 5-10       | Valsugana — Le Lupe      | 33-27     |

| 25-10-2009 | 3ª/8ª giornata        | 17-1-2010 |
| ---------- | --------------------- | --------- |
| 18-25      | Monza — Red Panthers  | 0-31      |
| 43-7       | Riviera — Le Lupe     | 61-7      |
| 14-34      | Valsugana — Red & Blu | 0-78      |

#### Classifica girone Élite
| Pos | Squadra            | G  | V  | N | P | PF  | PS  | DP   | BMP | Pt |
| --- | ------------------ | -- | -- | - | - | --- | --- | ---- | --- | -- |
| 1   | Red Panthers       | 10 | 10 | 0 | 0 | 416 | 60  | +356 | 6   | 46 |
| 2   | Riviera del Brenta | 10 | 7  | 0 | 3 | 318 | 115 | +203 | 6   | 34 |
| 3   | Monza              | 10 | 6  | 0 | 4 | 205 | 116 | +89  | 6   | 30 |
| 4   | Red & Blu          | 10 | 5  | 0 | 5 | 266 | 126 | +140 | 7   | 27 |
| 5   | Valsugana          | 10 | 1  | 0 | 9 | 69  | 503 | −434 | 2   | 6  |
| 6   | Le Lupe            | 10 | 1  | 0 | 9 | 68  | 422 | −354 | 2   | 6  |

### Girone 2
| 11-10-2009 | 1ª/6ª giornata     | 20-12-2009 |
| ---------- | ------------------ | ---------- |
| 0-43       | Sesto — Perugia    | 0-122      |
| 0-27       | Valledora — Pesaro | 0-56       |
| Rip.       | Benevento          |            |

| 22-11-2009 | 4ª/9ª giornata      | 31-1-2010 |
| ---------- | ------------------- | --------- |
| 5-10       | Benevento — Pesaro  | 0-15      |
| 0-59       | Valledora — Perugia | 5-33      |
| Rip.       | Sesto               |           |

| 25-10-2009 | 2ª/7ª giornata    | 10-1-2010 |
| ---------- | ----------------- | --------- |
| 67-0       | Benevento — Sesto | 19-0      |
| 3-30       | Pesaro — Perugia  | 17-0      |
| Rip.       | Valledora         |           |

| 8-11-2009 | 5ª/10ª giornata       | 28-3-2010 |
| --------- | --------------------- | --------- |
| 52-17     | Benevento — Valledora | 42-5      |
| 47-0      | Pesaro — Sesto        | 60-0      |
| Rip.      | Perugia Ragazze       |           |

| 6-12-2009 | 3ª/8ª giornata      | 24-1-2010 |
| --------- | ------------------- | --------- |
| 5-5       | Sesto — Valledora   | 15-10     |
| 21-0      | Perugia — Benevento | 13-19     |
| Rip.      | Mustang Pesaro      |           |

#### Classifica girone 2
| Pos | Squadra         | G | V | N | P | PF  | PS  | DP   | BMP | Pt |
| --- | --------------- | - | - | - | - | --- | --- | ---- | --- | -- |
| 1   | Pesaro          | 8 | 7 | 0 | 1 | 238 | 35  | +203 | 4   | 32 |
| 2   | Perugia Ragazze | 8 | 6 | 0 | 2 | 321 | 44  | +277 | 6   | 30 |
| 3   | Benevento       | 8 | 5 | 0 | 3 | 204 | 84  | +120 | 3   | 23 |
| 4   | Valledora       | 8 | 0 | 1 | 7 | 42  | 289 | −247 | 1   | 3  |
| 5   | Sesto           | 8 | 1 | 1 | 6 | 20  | 373 | −353 | −4  | 2  |

## Fase aplay-off
|  | Barrage | Barrage   | Barrage |  |  | Semifinali | Semifinali         | Semifinali         | Semifinali         |   |  | Finale       | Finale       | Finale |  |
|  |         |           |         |  |  |            |                    |                    |                    |   |  |              |              |        |  |
|  | 4A1     | Red & Blu | 50      |  |  |            |                    |                    |                    |   |  |              |              |        |  |
|  | 1A2     | Pesaro    | 12      |  |  |            | Red & Blu          | 7                  | 15                 |   |  |              |              |        |  |
|  |         |           |         |  |  | 1A1        | Red Panthers       | 20                 | 34                 |   |  |              |              |        |  |
|  |         |           |         |  |  |            |                    |                    |                    |   |  | Red Panthers | Red Panthers | 0      |  |
|  |         |           |         |  |  |            |                    | Riviera del Brenta | Riviera del Brenta | 7 |  |              |              |        |  |
|  |         |           |         |  |  | 3A1        | Monza              | 3                  | 0                  |   |  |              |              |        |  |
|  |         |           |         |  |  | 2A1        | Riviera del Brenta | 23                 | 12                 |   |  |              |              |        |  |

### Barrage
| Arbitro: | Alberto Canzaniello (L'Aquila) |

|                                                                             |    |            |
| E. Cucchiella 4’ Kani 11’, 23’, 41’, 71’ Mondella 14’ Pennetta 37’ Gini 49’ | mt | 46’, 54’ ? |
| Pennetta 4’, 11’, 23’, 49’ Mondella 71’                                     | tr | 54’ ?      |

### Semifinali
| Arbitro: | Federica Guerzoni (Ferrara) |

|              |      |                             |
| Gini 79’     | mt   | 13’ Severin 39’, 73’ Furlan |
| Pennetta 79’ | tr   | 73’ Tondinelli              |
|              | drop | 58’ Tondinelli              |

| Arbitro: | Monia Salvini (Firenze) |

|             |      |                                                      |
|             | mt   | 10’ S. Gabrieli 17’ Ruzza 20’ Bettin 61’ Zangirolami |
| Virgili 63’ | c.p. | 47’ Veronica Schiavon                                |

| Arbitro: | Barbara Guastini (Prato) |

|                                               |      |                       |
| Facchini 4’ Furlan 6’, 55’ Este 15’ Costa 72’ | mt   | 25’ Pennetta 41’ Kani |
| Tondinelli 4’, 6’, 15’                        | tr   | 41’ Mariani           |
|                                               | c.p. | 35’ Mariani           |
| Tondinelli 20’                                | drop |                       |

| Arbitro: | Federica Guerzoni (Ferrara) |

|                                   |    |  |
| Valentina Schiavon 2’ Pizzati 68’ | mt |  |
| Veronica Schiavon 68’             | tr |  |

### Finale
| Arbitro: | Bertelli (Ferrara) |

| |              | |
| | mt           | 44’ Molic |
| | tr           | 44’ Veronica Schiavon |
| · Furlan · 30’ Renosto · Colusso · De Nicolao · Facchini (c) · Tondinelli · 74’ Costa · F. Gallina · 80+4’ G. Bado · Este · 74’ Tronchin · Severin · Zanon · L. Stefan · 38’ Innocente | Formazioni   | · Veronica Schiavon (c) · Pizzati · Zangirolami · Zampieri 68’ · Cifra · Ruzza · Valentina Schiavon · Molic · Bettin · M.C. Nespoli · L. Gai · Trevisan · Vaghi · Vigato · A. Nespoli |
| · 30’ Agnoletti · 74’ Bortoletto · 74’ Fasolato · 80+4’ Tosello | Sostituzioni | · Peron 68’ |
| Antonella Rossetti | Allenatori   | Samanta Botter |

## Verdetti
- Riviera del Brenta: campione d'Italia
- Le Lupe: retrocessa nel girone 2
- Pesaro: promossa nel girone Élite